# Lagonegro
Lagonegro ist eine Gemeinde in der Basilikata in der Provinz Potenza mit 4989 Einwohnern (Stand am 31. Dezember 2023).
Die Nachbargemeinden sind Casalbuono (SA), Casaletto Spartano (SA), Lauria, Moliterno, Montesano sulla Marcellana (SA), Nemoli und Rivello.

## Geschichte
Lagonegro war Bestandteil der Grafschaft Lauria und war Besitz der mächtigen Familie Sanseverino. 1463 verheiratete Venceslaus Sanseverino, der keine männliche Erben hatte, seine Tochter Luisa mit dem Vetter Barnaba Sanseverino, der Fürst von Salerno war. Infolge der Rebellion von Guglielmo Sanseverino kam Lagonegro an Gasparo Siracusa (Familie Siracusa), ein enger Vertrauter König Friedrichs. Die Stadt wurde später von seiner Tochter Johanna an die Familie Carafa weiterverkauft. Die Legende sagt, dass in Lagonegro Mona Lisa begraben ist.

## Demografie
Lagonero zählt 2177 Privathaushalte. Zwischen 1991 und 2001 fiel die Einwohnerzahl geringfügig von 6260 auf 6146. Dies entspricht einer prozentualen Abnahme von 1,8 %.

## Verkehr
Lagonegro liegt an der Autobahn 2. Lagonegro war der Endpunkt der normalspurigen Bahnstrecke Sicignano degli Alburni–Lagonegro und der Beginn der schmalspurigen Bahnstrecke Lagonegro–Spezzano Albanese.

## Söhne und Töchter der Stadt
- Giacomo Aula (* 1967), Jazzpianist
- Tiziana Alagia (* 1973), italienische Marathonläuferin
- Giuseppe Mango (1954–2014), italienischer Musiker